# いすゞ・ファスター
ファスター（Faster）は、いすゞ自動車が1972年から生産・販売していたピックアップトラック。1994年で日本国内での販売を終了するも、海外向けは2016年まで継続。

## 初代（1972年-1980年）
初代モデルのファスターはベレットの姉妹車のピックアップトラック「ワスプ」の後継車で、フローリアンのボディ前半分が流用されていた。そのため、前面も本車種の中期型と同様のデザインとなっている（後期型はヘッドランプが2灯に変更されたオリジナル）。
又、この車が1971年から始まった、いすゞ・GM提携の最初のビジネスとなり、翌1972年からGMのシボレー部門にLUV（ラヴ）のネーミングでOEM供給された。
1978年、4WD車「ファスターロデオ4WD」を追加。

## 2代目（1980年-1988年、KB型）
フローリアンの生産終了を目前にした1980年、2代目にフルモデルチェンジ。「ファスターロデオ4WD」のシャシを利用して、「ロデオビッグホーン」が生まれている。
アメリカでは「パップ」(P'up) の車名で販売された。なお、シボレーに供給されていたLUVはGM自身が開発したS-10にとって代えられた。一方、オーストラリアではこの世代からGM子会社のホールデンへ「ホールデン・ロデオ」としてOEM供給が開始されている。
当初は1.6 LのG160型ガソリンエンジンと、1.8 LのC180型ディーゼルエンジンではじまり、後にガソリンエンジンは廃止され、ディーゼルエンジンは、2.3 LのC223型へと拡大された。

## 3代目（1988年-2016年、TF型）
1988年5月、「ファスター」は2WD専用モデルの車名となり、四輪駆動モデルは「ロデオ」として独立した。海外向けには非常に大きな窓を持つ「スペースキャブ」と呼ばれるエクステンドキャブがラインアップされていたが、国内はシングルキャブのみの設定であった。
海外向けのエンジンには、直列4気筒ディーゼルエンジンのほか、いすゞ製の直列4気筒と、北米専用のGM製のV6ガソリンエンジンが選べたが、日本国内では、初代ビッグホーン・イルムシャー（UBS55系）などと共通の、4JB1型・2.8 L・直4・直噴ディーゼルターボエンジンのみであった。しかし、燃費に優れ、なおかつ強力なエンジンを採用したことで、これまでの非力なイメージを払拭することに成功した。十分な吸気の攪拌ができない小径ボアの直噴式燃焼室の設計は非常に難しく、4JB1型は、トヨタの12H-T型エンジンと並び、当時国産最小クラスのボアの直噴ディーゼルエンジンであった。
荷台の違いにより、標準ボディのほかロングボディとフラットデッキ三方開きが用意されていた。
1992年10月、フェイスリフト。
1994年10月、国内販売終了。海外向けはD-MAXが登場した2002年以降も生産・販売され、2016年まで続いた。
なお、2025年3月、タイで23年ぶりにTF型「ファスター」が復活した、世界初で唯一のピックアップトラック、その名は「ドラゴンマックス」が第46回バンコク国際モーターショーに初公開、エンジンは、3代目D-MAXからのRZ4F型2.2Lターボディーゼルが搭載される、RZ4F型エンジンは最高出力162kW (220PS)、 最大トルク550N・m (405lb-ft) をチューンアップされていた。

## 車名の由来
シボレー向けの名称である「LUV」とは、Light Utility Vehicleの意味で、車の成り立ちそのものが車名となっている。